# Król sokołów
Król sokołów (słow. Sokoliar Tomáš) – międzynarodowa koprodukcja (Czechy, Francja, Niemcy, Polska, Słowacja, Węgry), baśniowy film fabularny z 2000 roku w reżyserii Václava Vorlíčka. Adaptacja powieści Josefa Cígera Hronský "Sokolnik Tomasz". 

## Fabuła
Jest to baśń kostiumowa. Dwunastoletni Tomasz wraz z siostrą Agatą po śmierci ojca zostają zabrani przez dziadka Metodego i mieszkają w lesie. Dziadek prosi Baladora, aby zgodził się na ich pracę i ponowne zamieszkanie na zamku. Tomasz dzięki swojej mądrości i umiejętnej sztuce obserwacji doskonale rozumie obyczaje zwierząt i ptaków. Ludzie zaczynają między sobą plotkować, że chłopiec ma nadprzyrodzone zdolności, to jednak nie jest prawdą. 

## Obsada
- Braňo Holiček – Tomasz
- Juraj Kukura – Balador
- Klára Jandová – Formina
- Agnieszka Wagner – Zofia
- Waldemar Kownacki – Sokolnik Vagan
- Jiří Langmajer – Iver
- Manuel Bonnet – Sonat
- Sándor Téri – Gustaw
- Michał Sieczkowski – Cedryk
- Marta Sládečková – Katarzyna
- Andrej Mojžiš – Mateusz
- Ľuboš Kostelný – Wicek
- Lucia Barathova – Agata
- Vladimír Jedľovský – Ojciec

i inni

## Wersja polska
Wersja polska: Start International Polska

Reżyseria: Joanna Wizmur

Dialogi: Magdalena Dwojak

Tłumaczenie: Marta Chmiel

Dźwięk i montaż: Hanna Makowska

Kierownictwo produkcji: Elżbieta Araszkiewicz

Wystąpili:
- Adam Pluciński – Tomasz
- Andrzej Blumenfeld – Balador
- Magdalena Wójcik – Formina
- Andrzej Piszczatowski – Donat
- Krzysztof Zakrzewski – Gustaw
- Piotr Adamczyk – Cedryk
- Joanna Wizmur – Katarzyna
- Stanisław Brudny – Mateusz
- Jacek Kopczyński – Wicek
- Joanna Jabłczyńska – Agata
- Mirosław Zbrojewicz – Ojciec
- Janusz Wituch – Iver
- Eugeniusz Robaczewski
- Andrzej Arciszewski
- Tomasz Grochoczyński
- Jarosław Boberek
- Jan Kulczycki
- Wojciech Paszkowski
- Sylwester Maciejewski
- Tomasz Bednarek
- Andrzej Gawroński

i inni